# Californiulus dorsovittatus
Californiulus dorsovittatus är en mångfotingart som beskrevs av Karl Wilhelm Verhoeff 1938. Californiulus dorsovittatus ingår i släktet Californiulus och familjen Paeromopodidae. Inga underarter finns listade i Catalogue of Life.